# Układ klawiatury

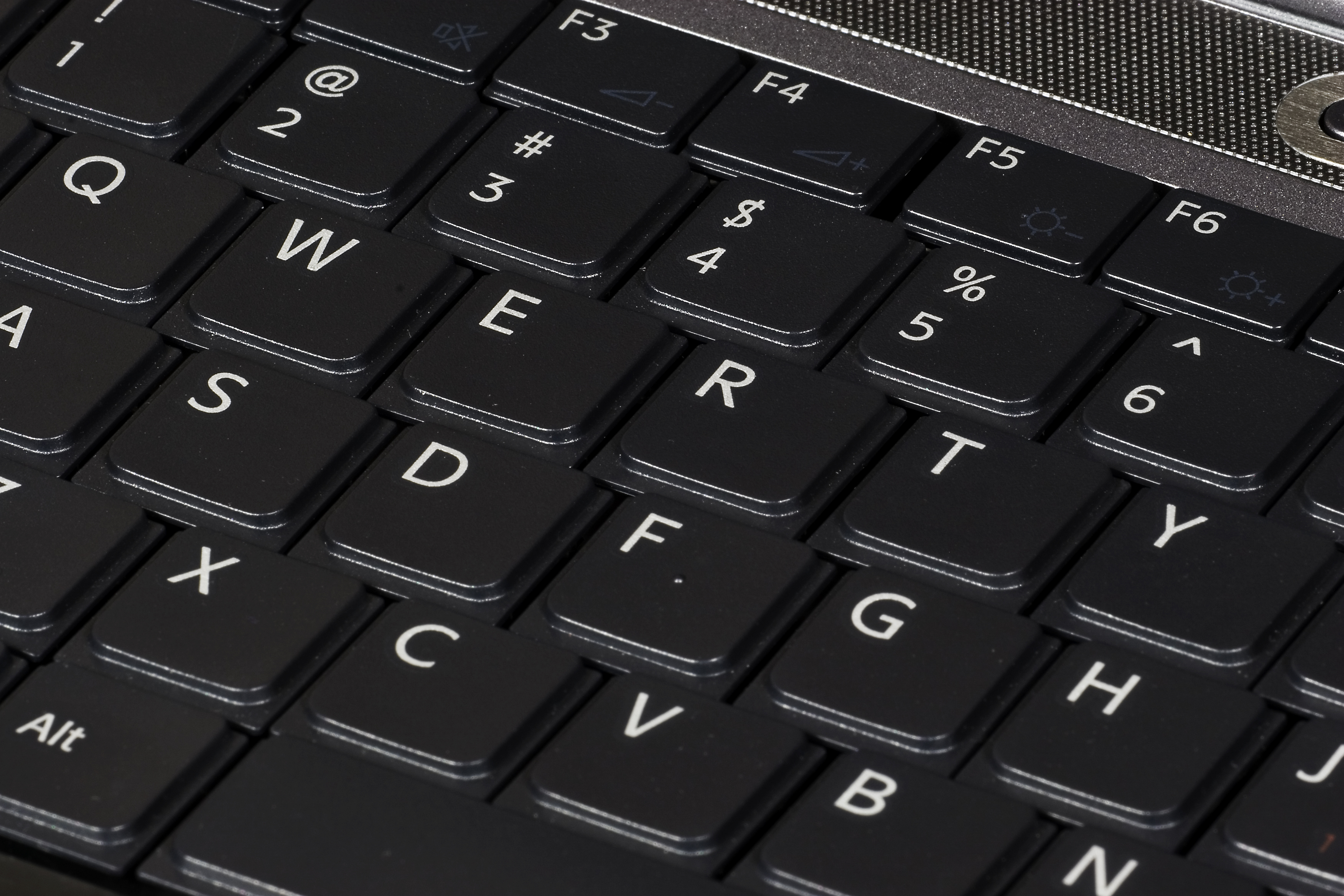
Klawiatura QWERTY w laptopie Sony Vaio

Układ klawiatury – ułożenie znaków literowych, cyfr i innych oraz pozostałych przycisków funkcyjnych na klawiaturze maszyny do pisania lub klawiaturze komputerowej, z którym powiązany jest także sposób uzyskiwania znaków diakrytycznych. Obecnie najpopularniejszym układem klawiatury w Polsce jest tzw. klawiatura programisty, czyli QWERTY, którego nazwa pochodzi od ciągu pierwszych sześciu liter znajdujących się w górnym lewym rogu klawiatury. Innym używanym układem jest klawiatura maszynistki (QWERTZ) z osobnymi klawiszami umożliwiającymi pisanie polskich znaków diakrytycznych. Układem o marginalnym zastosowaniu jest tzw. klawiatura Dvoraka.

## Wygląd klawiatury

Klawiatura występuje zazwyczaj w trzech odmianach: ANSI (ANSI-INCITS 154-1988) szeroki enter i klawisz z „|” i „\”, ISO (ISO/IEC 9995-2) wysoki enter, JIS (JIS X 6002-1980) wysoki enter i krótki backspace.